# San Andrés de Montejos
San Andrés de Montejos es una localidad del municipio de Ponferrada, en la comarca de El Bierzo, en la provincia de León, comunidad autónoma de Castilla y León (España).

## Situación
Se encuentra al N de Ponferrada; al S de Bárcena del Bierzo; al NE de Columbrianos.

## Evolución demográfica
| 2012 | 2013 | 2014 | 2015 | 2016 | 2017 | 2018 | 2019 | 2020 | 2021 |
| 603  | 581  | 577  | 579  | 571  | 575  | 543  | 540  | 525  | 510  |

- Datos: Q6118315